# Anna Gambin
Anna Barbara Gambin (ur. 7 czerwca 1971) – polska informatyk, profesor nauk matematycznych. Specjalizuje się w algorytmach biologii obliczeniowej, algorytmach randomizacyjnych oraz obliczeniach odpornych na błędy. Profesor nadzwyczajny Instytutu Informatyki Wydziału Matematyki, Informatyki i Mechaniki Uniwersytetu Warszawskiego.

## Życiorys
Studia z informatyki ukończyła na Uniwersytecie Warszawskim w 1995, gdzie następnie została zatrudniona i zdobywała kolejne awanse akademickie. Stopień doktorski uzyskała na macierzystym UW w roku 2000 na podstawie pracy pt. Metody kombinatoryczne w algorytmach aproksymacyjnych dla łańcuchów Markowa o dużej przestrzeni atomów, przygotowanej pod kierunkiem prof. Wojciecha Ryttera. habilitowała się w 2008 na podstawie oceny dorobku naukowego i rozprawy pt. Kontekstowe uliniowienie sekwencji molekularnych. Tytuł naukowy profesora nauk matematycznych otrzymała w 2015. Należy do Polskiego Towarzystwa Bioinformatycznego. W ramach macierzystego wydziału pełni funkcję prodziekana ds. badań i współpracy międzynarodowej.
Swoje prace publikowała w takich czasopismach jak m.in. „Bioinformatics” „BMC Systems Biology”, „Entropy", „Computers in Biology and Medicine" oraz „Journal of Clinical Bioinformatics”.